# Компютърна томография
Компютърната томография е метод от образната диагностика в медицината, при който от множество рентгенови изображения на даден обект, заснети от различни ъгли, с помощта на компютърна обработка се получава тримерно изображение. Изследването се извършва на последователни срезове.

## Принцип на работа
При стандартната рентгенова снимка тялото на пациента се облъчва от рентгенов източник (рентгенова тръба) и изображението се получава като проекция върху равнина (рентгенов филм). При това проектиране се губи информация за дебелината на обектите, а освен това не е възможно да се определи дали дадено светло място на снимката се дължи на преминаването на лъчите през по-плътен материал (с по-голямо поглъщане) или през по-дебел обект.
При компютърната томография този проблем се решава като правят множество рентгенови снимки от различни положения около тялото на пациента и след това от тях с помощта на компютърни алгоритми се възстановява информацията за плътността на всеки елемент от обема. Както изображението от обикновените фотоапарати се състои от отделни пиксели, тук то се състои от т.нар. „воксели“ (т.е. „обемни пиксели“). Възстановяването на информацията за обемното разположение се нарича реконструкция.

## История
Компютърната томография използва математическия алгоритъм, разработен през 1917 г. от австрийския математик Йохан Радон. След работата на физика Алън Кормак между 1957 и 1963 г. електроинженерът Годфри Хаунсфийлд създава множество прототипи. Двамата получават за своите разработки Нобелова награда за медицина през 1979 г. Първата снимка с компютърен томограф на човек е направена през 1971 г. През 1972 г. започва серийно производство на този тип апаратура.

## Приложение
Компютърната томография се използва в медицината, но също и в други специални области, например като неразрушаващ метод в археологията за изследване на мумии.
Един от недостатъците на компютърната томография е облъчването на пациентите с йонизиращо лъчение (рентгенови лъчи). Получената доза за едно изследване може да бъде 1000 пъти по-висока от тази при обикновена рентгенова снимка на белите дробове. Въпреки това голямата диагностична стойност на този тип изследвания ги прави оправдани. Според едно изследване, публикувано в медицинското списание „New England Journal of Medicine“ се предполага, че от провежданите днес изследвания от този тип след няколко десетилетия ще бъдат причинени 1,5 – 2% от всички ракови заболявания. Авторите подчертават обаче, че ползата от тях надделява над рисковете.[13].
| Тип изследване                       | mSv       |
| ------------------------------------ | --------- |
| Рентг. снимка на белия дроб          | 0.02      |
| Естествен радиоактивен фон за година | 2         |
| Скенер на глава                      | 1.5 – 2.3 |
| Мамография                           | 3         |
| Скенер на корем                      | 5.3 – 10  |
| Скенер на бял дроб                   | 5.8 – 8   |

|  | Тази страница частично или изцяло представлява превод на страницата Computertomographie в Уикипедия на немски. Оригиналният текст, както и този превод, са защитени от Лиценза „Криейтив Комънс – Признание – Споделяне на споделеното“, а за съдържание, създадено преди юни 2009 година – от Лиценза за свободна документация на ГНУ. Прегледайте историята на редакциите на оригиналната страница, както и на преводната страница, за да видите списъка на съавторите. ВАЖНО: Този шаблон се отнася единствено до авторските права върху съдържанието на статията. Добавянето му не отменя изискването да се посочват конкретни източници на твърденията, които да бъдат благонадеждни. |